# Rezerwat przyrody Czapliniec w Wierzysku
Rezerwat przyrody Czapliniec w Wierzysku – leśny (dawniej faunistyczny) rezerwat przyrody na północnym krańcu obszaru Borów Tucholskich nieopodal Kościerzyny. Został utworzony na mocy zarządzenia Ministra Leśnictwa i Przemysłu Drzewnego z dnia 15 grudnia 1980 roku w celu zachowania fragmentu starodrzewu sosnowego oraz miejsca lęgowego czapli siwej. Obecnie jako cel ochrony podaje się „zachowanie ekosystemów leśnych, przede wszystkim kwaśnej buczyny pomorskiej wraz ze starodrzewem sosnowym”. Starodrzew sosnowy pochodzi z drugiej połowy XVIII wieku. Rezerwat zajmuje powierzchnię 10,33 ha i nie posiada otuliny. Przylega do Jeziora Księżego. Ze względu na wysoki procentowo udział starodrzewia w strukturze leśnej rezerwatu występują tu licznie dzięcioły czarne i gołębie siniaki.